# Потодеєвська сільська рада
Потоде́євська сільська рада (рос. Потодеевский сельский совет) — сільське поселення у складі Наровчатського району Пензенської області Росії.
Адміністративний центр — село Потодеєво.

## Населення
Населення — 444 особи (2019; 534 в 2010, 721 у 2002).

## Склад
До складу сільської ради входять:
| Населений пункт     | Населення, осіб (2002) | Населення, осіб (2010) |
| ------------------- | ---------------------- | ---------------------- |
| Грачовка, присілок  | 77                     | 53                     |
| Масловка, село      | 114                    | 64                     |
| Потодеєво, село     | 521                    | 417                    |
| Холстовка, присілок | 9                      | 0                      |